# Roblekov dom na Begunjščici
Roblekov dom na Begunjščici – schronisko turystyczne, które leży na punkcie widokowym zachodniego grzbietu Begunjščicy. Nosi imię Hugona Robleka, pioniera turystyki górskiej w Górnej Krainie.
Pierwsze schronisko zostało wybudowane 25 lipca 1909 i leżało raczej niżej od dzisiejszego. Wybudowała je radovljicka filia SPD (Słoweńskiego Towarzystwa Górskiego) i nadała jej imię dra Janka Vilfrana, prawnika z Radovljicy i ówczesnego prezesa filii. Współczesne schronisko zostało wybudowane 20 lipca 1933. Nadano mu imię Hugona Robleka, pioniera turystyki górskiej w Górnej Krainie, który zginął tragicznie podczas podpalenia Domu Ludowego w Trieście. Schronisko górskie zostało podpalone 30 kwietnia 1943, a odnowione 15 września 1946.
W 1975 PD Radovljica wyremontowało schronisko. Przy świętowaniu 80-lecia towarzystwa 31 sierpnia 1975 uroczyście otwarto schronisko. Większy remont wykonano jeszcze w 1987. Drewutnię, w której był też magazyn, w 1991 przerobiono na izbę zimową. W 1993 zaczęto gruntowny remont schroniska: zmieniono dach i odnowiono wodociąg. Później dobudowano jeszcze ogniwa fotowoltaiczne dla uzyskiwania energii elektrycznej i wybudowano zewnętrzne ustępy. W 2005 wymieniono cały dach i dodano nowe pokrycie, powiększono jadalnię i kuchnię, wbudowano nowe okna oraz powiększono moc systemu solarnego.
Schronisko jest stale otwarte od 17 czerwca do ostatniej niedzieli września; w soboty, niedziele i święta zaś w innych porach, jeśli jest ładna pogoda. W przestrzeni dla gości jest 50 siedzeń i bar; na ławkach na tarasie przed schroniskiem jest jeszcze 40 miejsc. W 5 pokojach jest 18 łóżek, w sali zbiorowej zaś 15 miejsc leżących; izba zimowa ma 8 miejsc; przestrzeń dla gości jest ogrzewany piecem; woda to deszczówka, system fotowoltaiczny i agregat prądotwórczy, zewnętrzny ustęp, dom ma też sieć komórkową i radiową.

## Dostęp
- 3,30 h: z Begunj na Gorenjskem, koło hali Planinicy (1128 m)
- 3,30 h: iz Begunj, doliną Blatnicy
- 4 h: z Begunj, koło sv. Petra
- 3,30 h: z Podljubelja, przez halę Prevala

## Sąsiednie obiekty turystyczne
- 3 h 30 min: do schroniska na Dobrči (1487 m), zboczem Begunjščicy i przez Preval
- 5 h: do schroniska na Dobrči (1487 m), przezez Veliki vrh
- 2 h: do schroniska na Zelenicy (1536 m) – trudny szlak
- 3,30 h: do Valvasorjevego dou pod Stolem (1181 m) przez Poljšką planinę i koło Tinčkovej chaty łowieckiej
- 4 h 34 min: do Prešernovej kočy na Stolu (2174 m), koło Tinčkovej chaty łowieckiej i przez Okroglicę
- 5 h: do Prešernovej kočy na Stolu (2174 m), koło Tinčkovej chaty łowieckiej i przez Tabernakelj
- 1 h: do schroniska przy źródle Završnicy (Dom pri izviru Završnice) (1425 m)
- 1 h: Begunjščica (Veliki vrh, 2060 m)